# 額爾景額
額爾景額（？—1768年），辉发那拉氏，满洲镶黄旗人。乾隆壬申翻译进士出身。

## 生平履历
- 乾隆十七年（1752年），中翻译进士；
- 乾隆二十年（1755年），授内阁侍读；
- 乾隆二十八年(1763年) ，授叶尔羌办事大臣；
- 乾隆三十年（1765年）二月，调喀什噶尔参赞大臣，擢礼部右侍郎，仍留叶尔羌任；
- 乾隆三十一年（1766年），调礼部左侍郎；
- 乾隆三十三年（1768年）二月，徵緬不力，致征緬主帥富察明瑞陣亡，判凌遲清缅战争。[1]

## 家庭成员
- 父丽柱，安徽盧鳳道；
- 母郭爾罗斯氏、富察氏、伊尔根觉罗氏；
- 子安泰、音德布，印务章京；
- 妻寇德氏，舒穆禄氏；
- 孫福昌，嘉庆庚午举人、瑞昌、禧昌，笔帖式；
- 曾孙宜綸、富綸。